# Mombaruzzo
Mombaruzzo är en ort och kommun i provinsen Asti i regionen Piemonte i Italien. Kommunen hade 1 067 invånare (2018).